# Gastronomía

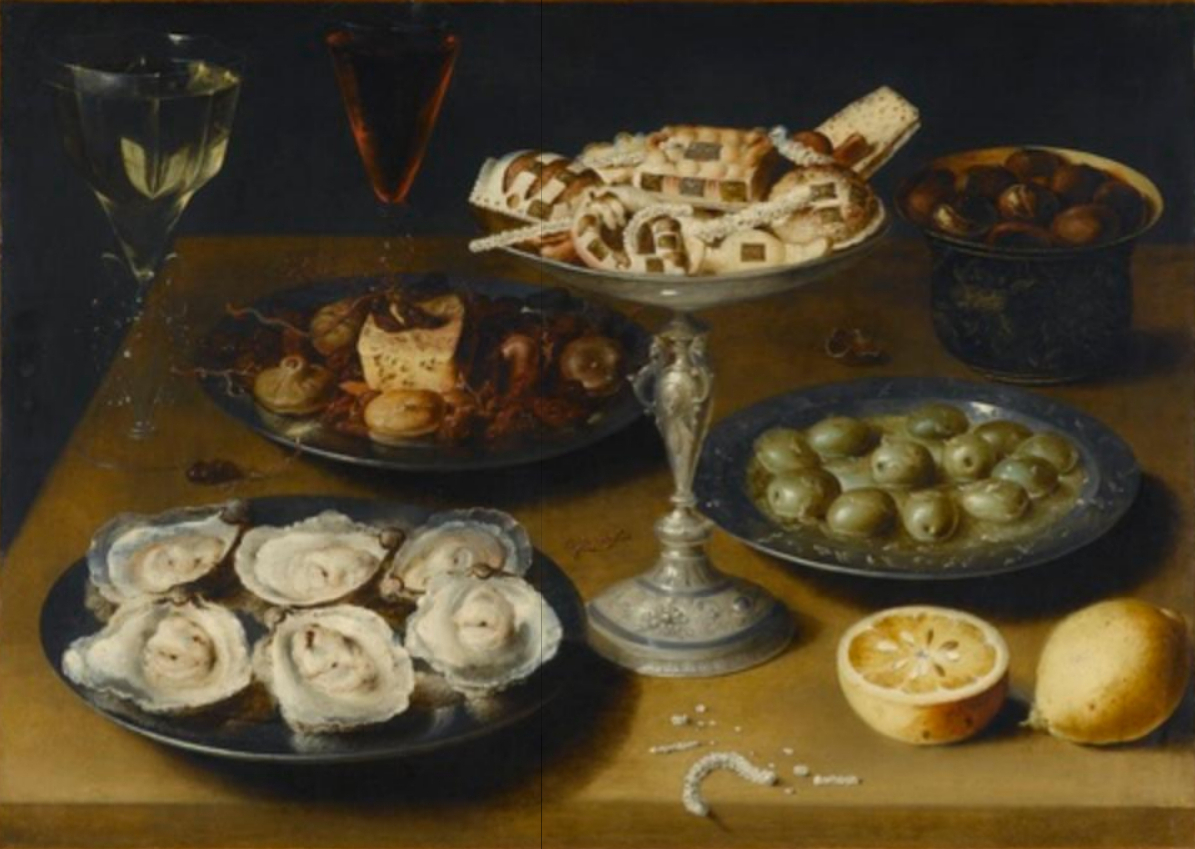
Bodegón con alimentos de Osias Beert

La gastronomía (del griego γαστρονομία [gastronomía], del prefijo gastro = ‘estómago’ y del sufijo -nomía = ‘norma, regla’) es la disciplina que estudia la relación del ser humano con su alimentación y su medio ambiente o entorno. El gastrónomo es el individuo que se preocupa de esta disciplina. A menudo se cree erróneamente que el término gastronomía únicamente tiene relación con el arte culinario y la cubertería en torno a una mesa. Sin embargo, esta es una pequeña parte del campo de estudio de dicha disciplina: no siempre se puede afirmar que un cocinero es un gastrónomo. La gastronomía estudia varios componentes culturales, tomando como eje central la comida.
La gastronomía además de estudiar el cómo las personas están conectadas en cuanto a su nutrición, también estudia su procedencia. Esto quiere decir que se estudian factores como las costumbres, el lugar, credo religioso e historia, estos cuatro componentes son también los objetos de estudios que la gastronomía utiliza para estudiar a fondo su procedencia. «En la gastronomía, se involucran técnicas de preparación, tiempos de cocción e ingredientes en la preparación de una receta».

## Historia

### Antigua Roma

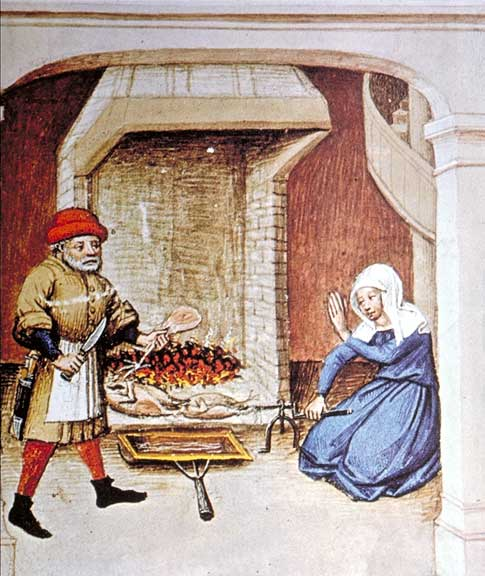
Ave asándose en un espetón. Bajo el mismo hay una vasija para recoger los jugos y reutilizarlos para salsas. Ilustración del Decamerón, Flandes, 1432.

En la Antigua Roma la cocina evolucionó de la frugalidad de la época republicana, basada en vegetales, legumbres y cereales, a la riqueza de la época imperial, donde se importaban numerosos alimentos de países extranjeros, con gran influencia de la cocina griega. Los romanos practicaron la avicultura y la piscicultura, así como la elaboración de embutidos, y perfeccionaron las técnicas relacionadas con el vino y el aceite. Solían cocinar con especias y hierbas aromáticas, y les gustaba la mezcla de dulce y salado. También dieron mucha importancia a la presentación de la comida y al ceremonial del acto de comer, siendo famosos los fastuosos banquetes que organizaban los ricos y nobles romanos. Igualmente, existieron numerosos tratadistas que estudiaron el arte de la cocina, como Lúculo y Marco Gavio Apicio, autor del célebre recetario Apitii Celii de Re Coquinaria libri decem, muy valorado en el Renacimiento.

### Edad Media
Herederas de la cocina griega y romana fueron la bizantina y la árabe: de la primera destacó su repostería, así como la elaboración de quesos y el gusto por los rellenos y la carne picada; la segunda recogió todas las influencias anteriores, junto las derivadas de Persia y el Oriente, mientras que España (al-Ándalus) desarrolló nuevos productos agrícolas, como el arroz, la caña de azúcar, la granada y la berenjena. La cocina árabe influyó en buena medida en la gastronomía medieval, aunada a la rica tradición grecorromana. A pesar de las épocas de intensa hambruna, en el Medievo fue muy valorada la gastronomía, desarrollándose en gran medida la literatura gastronómica, con tratados como The forme of Cury, escrito por el cocinero de Ricardo II de Inglaterra; Daz Buch von guter Spise, obra anónima editada en Alemania; Le Viandier, del francés Guillaume Tirel, apodado Taillevent; y Llibre de Coch, del catalán Robert de Nola.

### Renacimiento
En el Renacimiento se revitalizó la cultura clásica, llegando la gastronomía a altas cotas de refinamiento y sofisticación. Destacó la cocina veneciana, que gracias a su comercio con el Oriente favoreció la importación de todo tipo de especias: pimienta, mostaza, azafrán, nuez moscada, clavo, canela, etc. Un factor determinante para una nueva gastronomía fue el descubrimiento de América, planeado originalmente para llegar por occidente a las islas de las especias (una idea comercial, aunque también gastronómica), y que resultó que del continente descubierto llegaron nuevos alimentos como el maíz, la papa, el tomate, el cacao, los frijoles, el cacahuete, el pimiento, la vainilla, la piña, la palta, el mango, el tabaco, etc. En el Barroco empezó a destacar la gastronomía francesa, que adquirió unas elevadas cotas de calidad de las que aún goza hoy día. El cultivo de las artes culinarias en Francia fue favorecido por los Borbones, especialmente por Luis XIV, monarca de gran paladar; sin embargo, estas delicias culinarias estaban reservadas a la aristocracia, mientras que la mayoría de la población solía pasar hambre. Entre los tratados gastronómicos de la época conviene resaltar el del español Francisco Martínez Motiño, titulado Arte de cocina, pastelería, bizcochería y conservería (1611).

### Edad Moderna
La Revolución francesa marcó un punto de inflexión en la gastronomía europea, que se extendió a nivel popular, siendo un acervo común de todos los estamentos sociales, y no solo los privilegiados. Surgieron los restaurantes, se extendió el uso de la conserva de alimentos (proceso favorecido por la Revolución Industrial), y proliferó la literatura gastronómica, no ya en simples recetarios, sino en obras de investigación y divulgación, de teoría y ensayo, como la Fisiología del gusto de Brillat-Savarin (1826), o Le Grand Dictionnaire de Cuisine de Alejandro Dumas (1873); también apareció entonces la crítica gastronómica, con publicaciones como la Guía Michelin. En el siglo XX ha tenido una especial relevancia la industria conservera y la elaboración de alimentos precocinados, así como la tendencia a la comida rápida (con productos como hamburguesas y frankfurts) y los preparados para microondas. En sentido inverso, ha surgido una nueva preocupación por los alimentos sanos y equilibrados, que han favorecido el surgimiento de nuevos productos que destacan sus cualidades nutricionales. También hay que destacar la revalorización de la cocina regional, favorecida por el avance de los medios de transporte y el auge del turismo, que conllevó el retorno a una cocina natural y sencilla, hecho que marcó el punto de arranque de la nouvelle cuisine, que aúna la tradición y la sencillez con los nuevos adelantos y un cierto afán de innovación y experimentación. Como cocineros de relevancia se podría citar a: Auguste Escoffier, Joël Robuchon, Paul Bocuse, Heston Blumenthal, Karlos Arguiñano, Juan Mari Arzak, Ferran Adrià, Santi Santamaria, etc.